# De triplici statu mundi

De triplici statu mundi (en français : « Sur les trois états du monde ») est un opuscule qui traite d'eschatologie.
Il est attribué à Francesc Eiximenis et il fut écrit en latin entre 1378 et 1379. Cet opuscule fut transcrit et publié par Albert Hauf en 1979.

## Contenu
Comme le titre le déclare, cette œuvre traite de la division de l'histoire de l'humanité en trois états ou âges, qui seraient :
- Premier état

Les hommes de cet état étaient si mauvais et belliqueux que Dieu leur envoya plusieurs châtiments : le Déluge, la fuite d' Égypte avec Moïse, Sodome et Gomorrhe, l'agneau d'or du Sinaï et le châtiment de Dieu, la prise du sacerdoce d'Aaron par  Nadab, Abihu et Coré et leur mort pour avoir fait cela; et finalement, la destruction de Jérusalem pendant les règnes de Titus et Vespasien. L'auteur considère que le peuple de Dieu pendant cet état est le peuple juif.
- Deuxième état

Dieu envoya des châtiments pendant cet âge également, mais de façon différente au premier état. En outre, Dieu envoya en cet état plusieurs saints pour aider l'humanité Bernard de Clairvaux, François d'Assise et Dominique de Guzmán. À la fin de cet état, et peut-être avant la fin du siècle où cet opuscule fut écrit (XIVe siècle), il y aura des gros problèmes, que seront plus grands que ceux du premier état. Finalement l'Antéchrist Mystique surviendra. C'est un personnage très commun en eschatologie médiévale.
Huit caractéristiques indiquant que cela arrivera sont signalées. La huitième doit être soulignée. C'est la division de l'Église pendant le Grand schisme d'Occident. L'auteur de cet opuscule défend le Pape de Rome Urbain VI et critique la Papauté d'Avignon. Il semble aussi que quelques signes de la prochaine arrivée de l'Antéchrist Mystique soient les attaques portées à l'Église par les empereurs Frédéric Barberousse et Frédéric II Hohenstaufen. Les actions que cet Antéchrist Mystique mènera sont souvent un lieu commun dans la pensée eschatologique médiévale : la conquête de Terre sainte et la conversion des incroyants.
Cet Antéchrist Mystique sera tellement terrible que son aspect ressemblera totalement à l'Antéchrist final. Comme soulagement pour l'humanité, quelques normes de comportement pour ces derniers temps sont données. Selon Albert Hauf ces règles correspondent aux Regulae pro tempore persecutionis (Règles pour le temps de persécution), écrites par un autre auteur et qui figurent aussi dans d'autres œuvres.
- Troisième état

Après les importantes tribulations que cet Antéchrist Mystique apportera, une paix totale règnera sur la terre accompagnée d'une purification générale des prêtres. Dans ce troisième état, seuls resteront les bons et élus.
Aucune réponse n'est en revanche fournie quant à la durée de cet état. Mais il finira avec l'arrivée de l'Antéchrist final, qui sera vaincu et mort par le Christ. Puis commencera le Jour du jugement.

## Influences
Hildegarde de Bingen, Joachim de Flore et l'ermite de Lampedusa sont explicitement mentionnés comme sources.
La division de l'histoire du monde en trois états et la façon dont cette division est pensée mettent en évidence une claire influence de Joachim de Flore. Pour l'abbé de Flore, en effet, étant donné qu'il y a trois personnes consubstantielles en Dieu, de façon similaire il y a trois grands états dans l'histoire du monde, qui correspondent à la Trinité. Le premier état inclut l'histoire pré-chrétienne : les hommes y vivaient de façon terrestre, dans la peur et l'esclavage. Le deuxième, où l'humanité vivait entre sang et esprit, eut lieu entre l'arrivée de Christ et l'an 1260. Après cette année-ci, selon l'abbé Calabrais, les hommes vivraient selon l'esprit.
Cette œuvre pourrait aussi avoir subi l'influence d'Arnau de Vilanova. Tout au moins peut-on souligner que les termes qui sont utilisés sont similaires aux termes qu'on trouve dans sa Expositio super Apocalipsi (Exposition sur l'Apocalypse).
On doit enfin souligner l'influence d'Ubertin de Casale et de Pierre de Jean Olivi.

## Débat sur l'auteur
Plusieurs spécialistes réfutent l'attribution de l'opuscule à Francesc Eiximenis. Parmi eux on doit signaler : Martí de Barcelona, Tomás Carreras Artau, ou Josep Perarnau
Albert Hauf était favorable à l'attribution à Eiximenis quand il transcrivit l'opuscule, mais avec quelque doutes. Plusieurs Franciscains soutiennent également la paternité d'Eiximenis pour cette œuvre : Atanasio López, Andreu Ivars, Josep Pou et Pere Sanahüja. L'opinion de Pere Bohigas en faveur de la paternité d'Eiximenis de cet opuscule se doit enfin d'être remarquée.

## Éditions numériques
- Édition dans la bibliothèque électronique du NARPAN.
- La Summa Theologica dans les œuvres complètes en ligne d'Eiximenis (en catalan et latin).